# جائزة سويسرا الكبرى 1952
جائزة سويسرا الكبرى 1952 هو سباق فورمولا 1 أقيم بتاريخ 18 مايو 1952 في برن، سويسرا. كان الأول من أصل 8 في بطولة العالم لسباقات الفورمولا واحد موسم 1952. حلّ الإيطالي بييرو تاروفي أولا.